# Alex Stepney
Alex Stepney, all'anagrafe Alexander Cyril Stepney (Mitcham, 18 settembre 1942), è un ex calciatore inglese, di ruolo portiere.
Con il Manchester United ha vinto la Coppa dei Campioni 1967-1968, divenendo il primo portiere inglese a vincere il titolo europeo.

## Carriera
Dopo aver fallito un provino con il Fulham, Stepney esordì nel calcio giocato nel 1963 con la maglia del Millwall. Dopo aver collezionato 137 presenze in campionato consecutive, Stepney fu ceduto al termine della stagione 1965-66 al Chelsea dove però non riuscì a trovare spazio nonostante l'allora allenatore Tommy Docherty avesse tentato di alternarlo, durante il campionato, con il portiere titolare Peter Bonetti.
A tre mesi dal suo trasferimento al Chelsea, dopo un'apparizione con i Blues, Stepney fu ceduto al Manchester United dove vinse il campionato alla sua prima stagione con i Red Devils. L'anno seguente Stepney contribuirà in maniera determinante alla vittoria del Manchester United in Coppa dei Campioni effettuando alcune parate decisive nel match finale. A questo periodo risale la prima ed unica presenza di Stepney in nazionale (in occasione di un'amichevole contro la nazionale svedese), in cui sarà convocato fino al 1970 come portiere di riserva.
Dopo la vittoria in Europa, per il Manchester United iniziò un declino dei risultati che culminò con la retrocessione in Second Division al termine della stagione 1973-74 (durante la quale segnò due goal su rigore). Stepney rimase tra le file dei Red Devils fino al 1978, dopo aver vinto nella stagione precedente una FA Cup. Si ritirò dal calcio giocato nel 1980, dopo aver militato per due anni nella squadra statunitense del Dallas Tornado. Fu protagonista, durante un match giocato con la sua squadra, di un episodio alquanto bizzarro. Del tentativo di richiamare l'attenzione dei suoi compagni di squadra, probabilmente per la troppa foga, si procurò una slogatura alla mascella.

## Palmarès

### Club

#### Competizioni nazionali
- Campionato inglese: 1

Manchester United: 1966-1967
- Coppa d'Inghilterra: 1

Manchester United: 1976-1977
- Charity Shield: 2

Manchester United: 1967, 1977
- Campionato inglese di seconda divisione: 1

Manchester United: 1974-1975
- Alliance Premier League: 1

Altrincham: 1980-1981

#### Competizioni internazionali
- Coppa dei Campioni: 1

Manchester United: 1967-1968